# 2006年の映画/10月
- 7日
  - アダム 神の使い、悪魔の子（ アメリカ合衆国・ カナダ）
  - アントブリー（ アメリカ合衆国/アニメ）
  - いちばんきれいな水（ 日本）
  - ガーフィールド2（ アメリカ合衆国）
  - サンクチュアリ（ 日本）
  - シャギー・ドッグ（ アメリカ合衆国）
  - 9/10 ジュウブンノキュウ（ 日本）
  - ザ・センチネル/陰謀の星条旗（ アメリカ合衆国）
  - だからワタシを座らせて。通勤電車で座る技術!（ 日本）
  - 旅の贈りもの 0:00発（ 日本）
  - チェリーパイ（ 日本）
  - チャーミング・ガール（ 韓国）
  - パッセンジャー ( フランス・ カナダ・ 日本)
  - マーダーボール（ アメリカ合衆国）
  - 六ヶ所村ラプソディー（ 日本）
  - ワールド・トレード・センター（ アメリカ合衆国）
- 14日
  - アタゴオルは猫の森（ 日本）
  - 幸福のスイッチ（ 日本）
  - このすばらしきせかい（ 日本）
  - サンキュー・スモーキング（ アメリカ合衆国）
  - 16ブロック（ アメリカ合衆国）
  - 7セカンズ（ アメリカ合衆国）
  - ドラゴン・スクワッド（ 香港）
  - ハリヨの夏（ 日本）
  - ブラック・ダリア（ アメリカ合衆国）
  - ヘイヴン 堕ちた楽園（ アメリカ合衆国・ イギリス・ ドイツ・ スペイン）
  - Oi ビシクレッタ（ ブラジル）
- 21日
  - ガラスのヒール レースクイーンの女神たち The Movie（ 日本）
  - キャッチボール屋（ 日本）
  - サラバンド（ スウェーデン）
  - スネーク・フライト（ アメリカ合衆国）
  - ダンジョン&ドラゴン2（ アメリカ合衆国）
  - 地下鉄に乗って（ 日本）
  - 天使の卵（ 日本）
  - トリスタンとイゾルデ（ アメリカ合衆国）
  - ハヴァ、ナイスデー（ 日本）
  - ひだるか（ 日本）
  - 百年恋歌（ 台湾）
  - フレディ・マーキュリー 人生と歌を愛した男（ イギリス）
- 28日
  - アオグラ AOGRA（ 日本）
  - アザーライフ（ 日本）
  - 明日へのチケット（ イギリス・ イタリア）
  - ウール100%（ 日本）
  - 悲しき天使（ 日本）
  - 木更津キャッツアイ ワールドシリーズ（ 日本）
  - クリムト（ オーストリア・ フランス・ ドイツ・ イギリス）
  - 上海の伯爵夫人（ イギリス）
  - ただ、君を愛してる（ 日本）
  - 父親たちの星条旗（ アメリカ合衆国）
  - トンマッコルへようこそ（ 韓国）
  - 虹の女神 Rainbow Song（ 日本）
  - バタリアン5（ アメリカ合衆国）
  - ホステル（ アメリカ合衆国）